# Nescio
Ян Хендрик Фредерик Грёнло (нид. Jan Hendrik Frederik Grönloh, Амстердам, 22 июня 1882 — Хилверсюм, 25 июля 1961), также известный под псевдонимом Nescio (лат. «Не знаю») — нидерландский писатель.

## Биография
Родился на улице Reguliersbreestraat 49, старший сын кузнеца и владельца магазина. Мать — Martha Maria van der Reijden. Отец дал ему своё полное имя, и чтобы различать их, Яна младшего называли Frits. По профессии бизнесмен. Работал офисным клерком сначала в Хенгело, затем в Амстердаме. В 1905 Ян женился на Aagje Tiket, вместе с которой вырастил четырёх дочерей. Использовал свой псевдоним, потому как хотел сохранять раздельной свою профессиональную и писательскую карьеру.
Стал хорошо известен лишь после Второй Мировой Войны, получил премию Marianne Philips в 1954.

## Творчество
Ян не был плодовитым писателем, у него есть 3 основные работы (короткие истории): De uitvreter ("Нахлебник", 1911), впервые опубликована в литературном журнале De Gids; Titaantjes ("Маленькие титаны", 1915); Dichtertje ("Маленький поэт", 1918).